# Eriòpids
Els eriòpids (Eryopidae) és un grup extint de tetràpodes temnospòndilsque visqueren en el període Permià en el que avui és Amèrica del Nord i Europa.
Es defineixen com tots els Eriopoïdeus amb buits interpterigoideus (espais a l'os interpterigoideu) que són arrodonits per davant; i grans nàrnies externes (Laurin i Steyer 2000). No tots els gèneres inclosos anteriorment als Eryopidae (Carroll 1988) es conserven sota les revisions dels clades actuals.

## Galeria

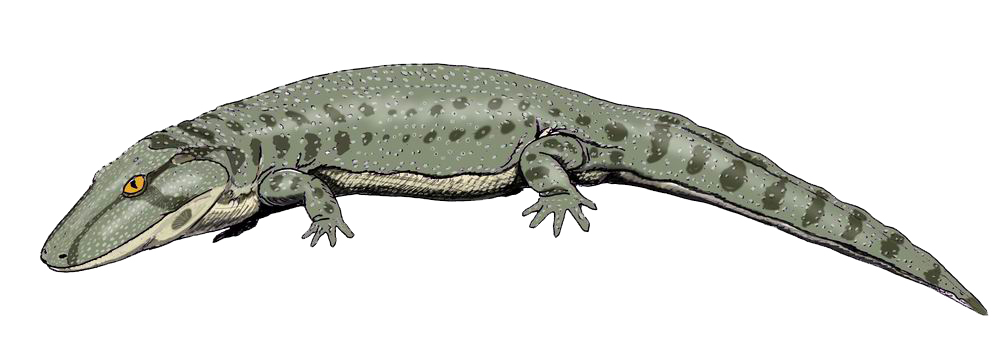
Onchiodon
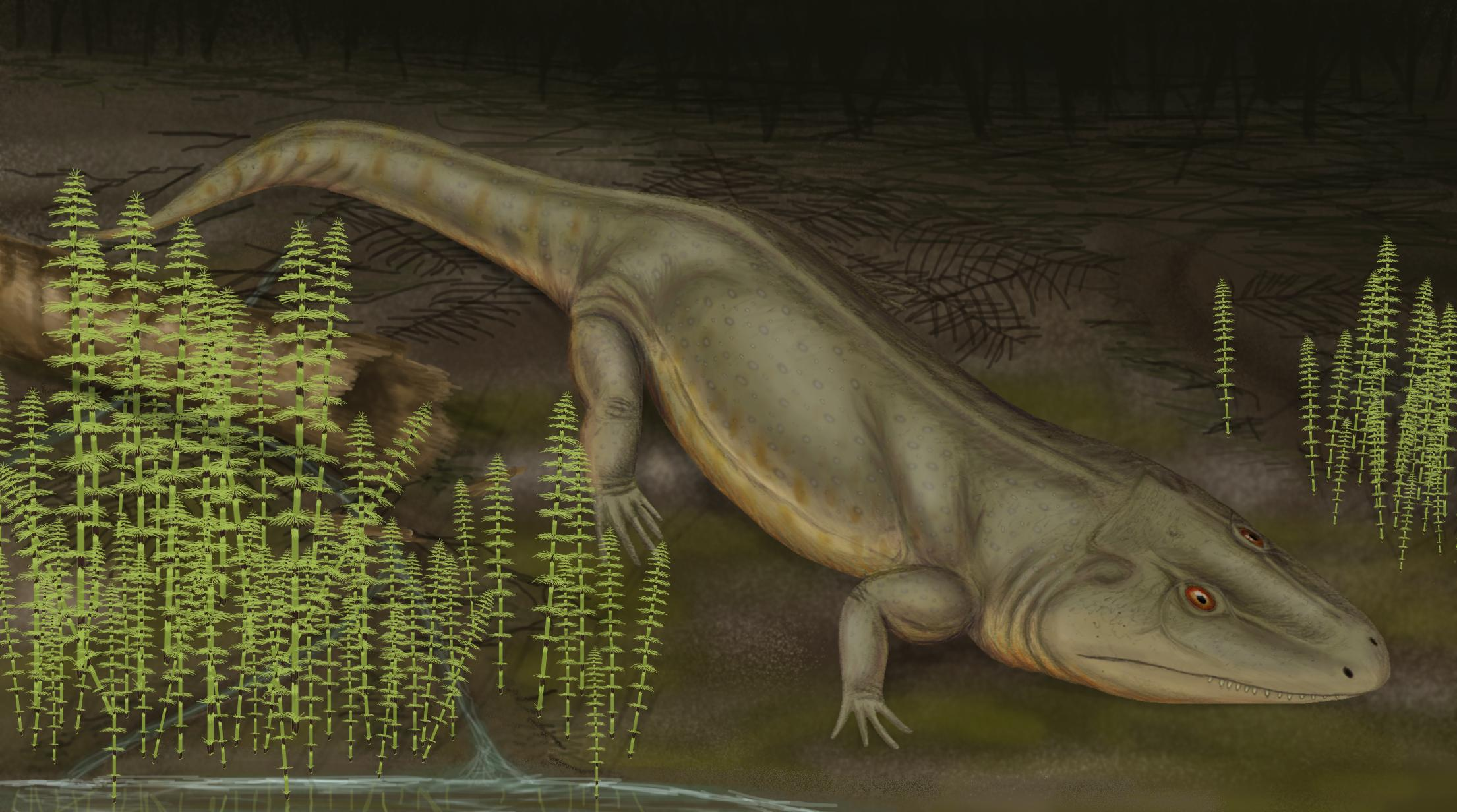
Cheliderpeton
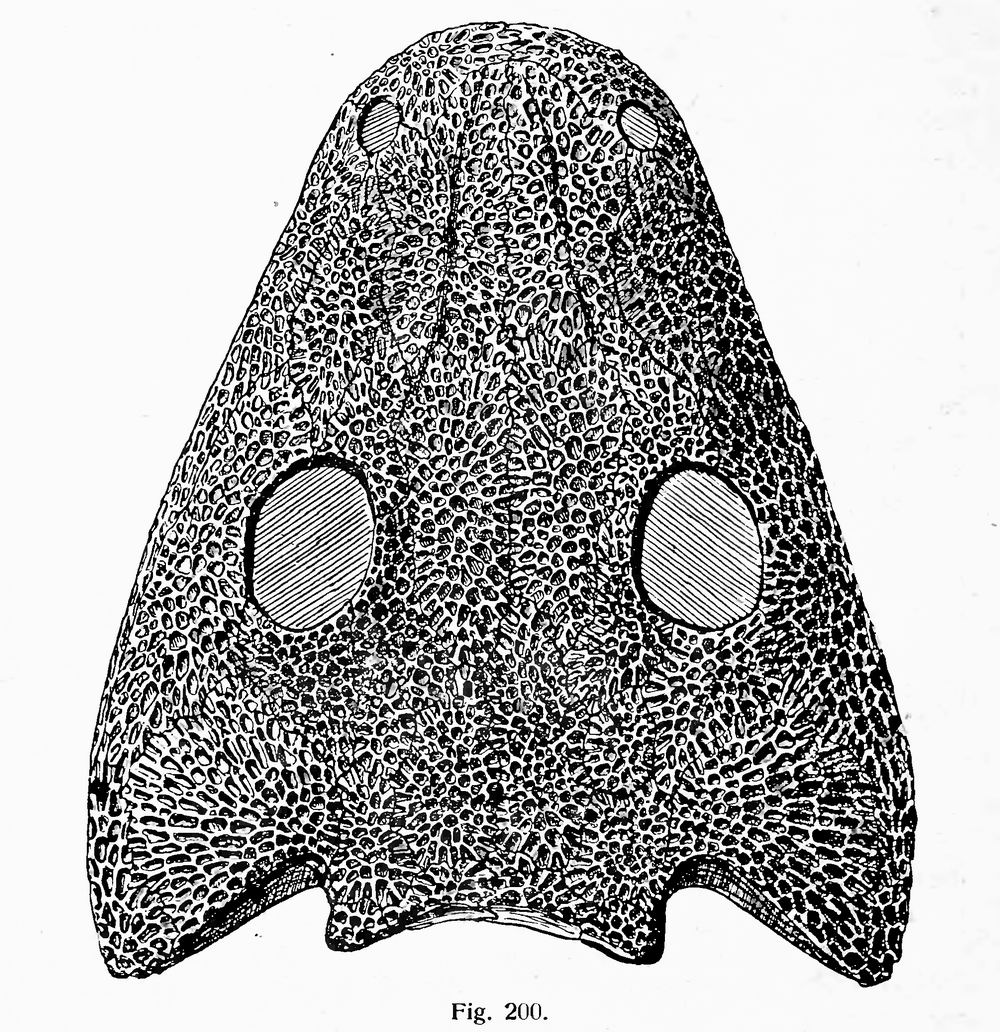
Crani de Cheliderpeton
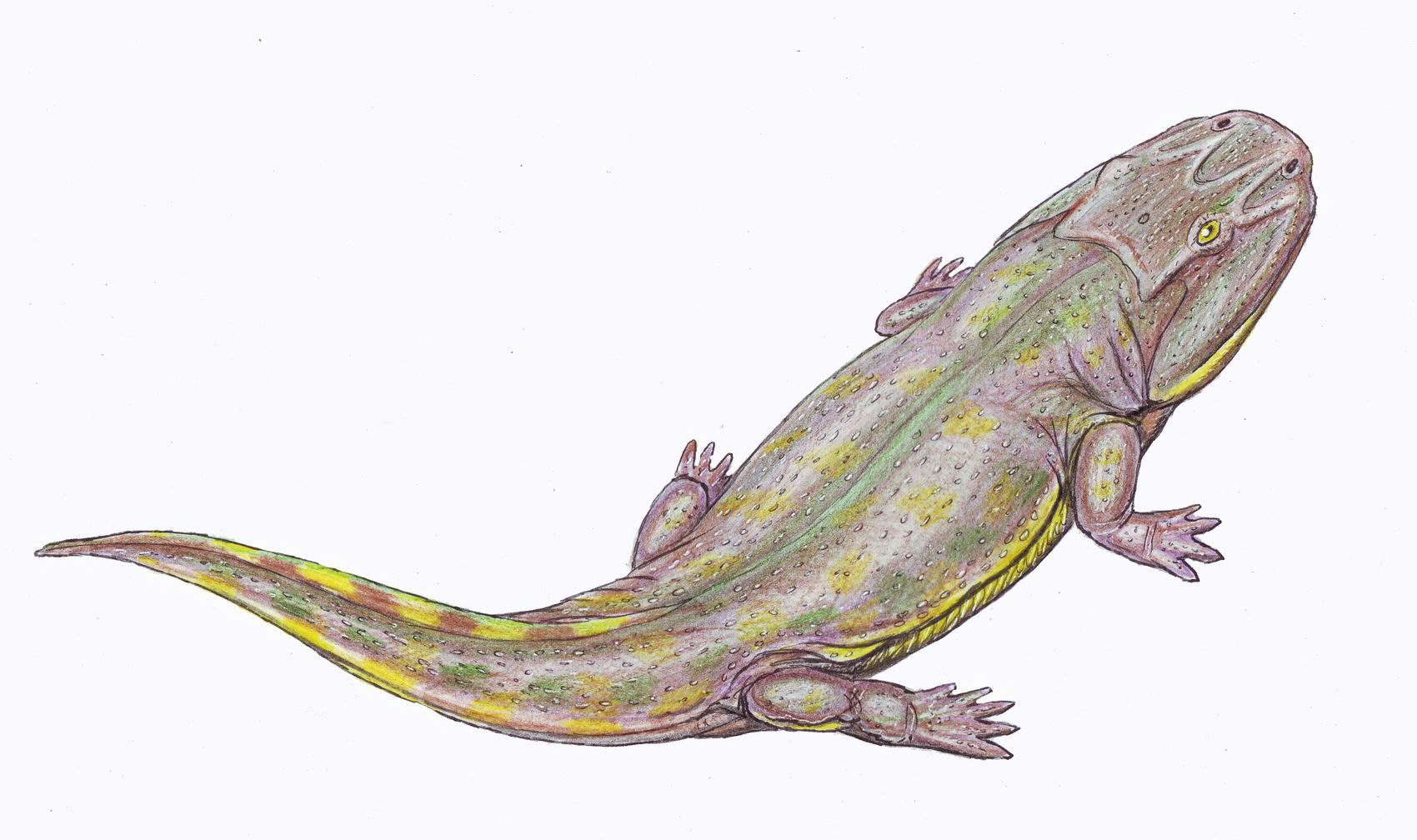
Clamorosaurus